# BQ
BQ —estilitzat de vegades com bq– és una marca espanyola dedicada al disseny, venda i distribució de lectors electrònics, tauletes, telèfons intel·ligents (smartphones), impressores 3D i kits de robòtica.
La seva empresa matriu és Mundo Reader S.L., la qual va llançar al mercat el seu primer lector electrònic en 2009 sota la marca booq, que en 2010 passaria a ser bq.

## Història
En 2003, sis estudiants d'enginyeria de la I.T.S. d'Enginyers de Telecomunicació de Madrid, de la Universitat Politècnica de Madrid —Alberto Méndez, Rodrigo del Prado, David Béjar, Ravín Dhalani, Adán Muñoz i Iván Sánchez— van coincidir en l'associació d'alumnes ITEM Consulting. En 2005, aquests estudiants, van fundar MemoriasUSB, una empresa dedicada a la fabricació de claus USB. Més tard pertanyeria a l'holding empresarial StarTic Innovació.

### Aquaris

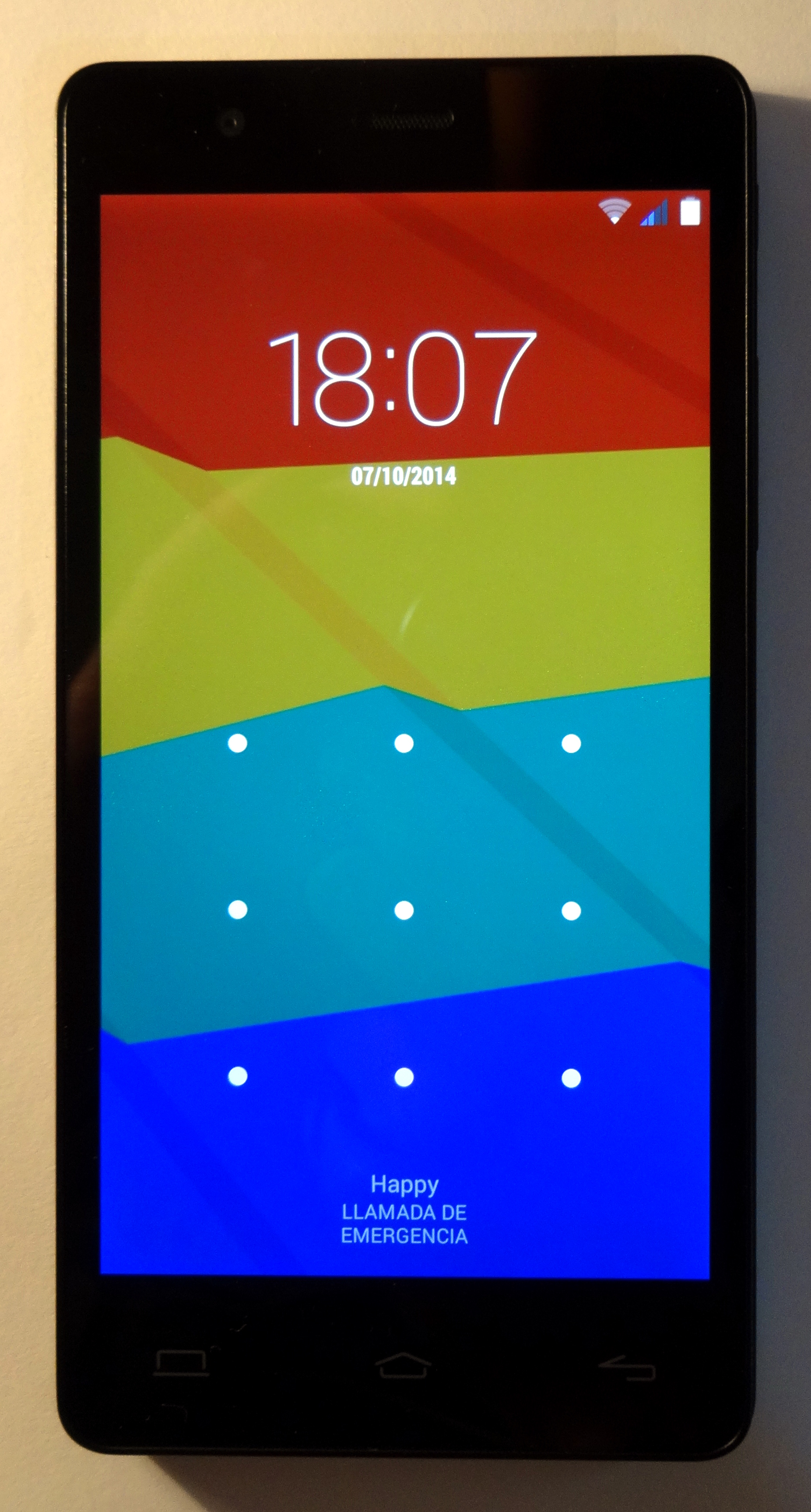
BQ Aquaris E5 FHD

El 2013 BQ comercialitza el seu primer telèfon intel·ligent, anomenat Aquaris 4.5, un terminal de gamma mitjana amb 4,5 polzades de pantalla, dual sim, càmera posterior de 8 megapíxels i una altra davantera VGA, 4 GB de memòria interna, memòria RAM d'1 GB, un processador ARM Dual Core Cortex A9 fins a 1 GHz.
També el 2013 BQ comença la comercialització de l'Aquaris 5.0, un terminal amb una pantalla de 5 polzades, dual sim, càmera posterior de 8 megapíxels i una altra davantera VGA, i una memòria RAM d'1 GB. Aquest inclou a més 16 GB de memòria interna, un processador Quad Core Cortex A7 fins a 1,2 GHz i amb versió d'Android 4.2 Jelly bean. Aquest mateix any llancen l'Aquaris 5 HD amb pantalla de 5 polzades i resolució HD 720x1280, dual sim, càmera posterior de 8 megapíxels i una altra davantera d'1,2 megapíxels, 16 GB de memòria interna i 1 GB de memòria RAM, processador Quad Core Cortex A7 fins a 1,2 GHz; i l'Aquaris 5.7 el seu vaixell almirall, amb pantalla de 5.7 i resolució 1929x1080, dual sim, càmera posterior de 13 megapíxels i una altra davantera de 5 megapíxels, una memòria RAM de 2GB i 16 GB de memòria interna, amb un processador Quad Core Cortex A7 fins a 1,5 GHz, 2 GB de RAM. Aquest dispositiu inclou una bateria Li-ió de 4000 mAh.

### Aquaris E
El maig de 2014, BQ va presentar la seva nova gamma de mòbils Aquaris E, els primers mòbils intel·ligents dissenyats 100% a Espanya. Tots ells portaven la versió d'Android 4.4.2 KitKat. Dos dels models d'aquesta sèrie varen ser els primers telèfons mòbils en vendre's oficialment amb l'Ubuntu Touch preinstal·lat. La gamma E consta dels terminals Aquaris E4, Aquaris E4.5, Aquaris E5 HD, Aquaris E5 FHD i Aquaris E6, sent aquests dos últims de gamma alta. El mes d'agost d'aquell any, el model Aquaris E5 HD va aconseguir posicionar-se com el mòbil intel·ligent lliure més venut a Espanya.

### Aquaris M
El juny de 2015, l'empresa va llançar al mercat la seva nova gamma Aquaris M, integrada pels models M4.5, M5 i M5.5. Mentre que el primer d'ells mantenia un processador MediaTek, els altres dos avançaven en la línia marcada per l'últim terminal de la gamma anterior, i apostaven pels SoC de la nord-americana Qualcomm. De sèrie, tots els nous dispositius feien gala de la versió Android 5.0 Lollipop.
Especial menció també dels models de la sèrie M, en concret, l'M10HD i l'M10FHD varen ser les primeres tauletes que es varen vendre amb l'Ubuntu Touch preinstal·lat.

## Projecte educatiu
En l'esdeveniment de novembre de 2014 s'ha presentat també el projecte educatiu de BQ. Van llançar la web bitbloq.org, una eina de programació a l'estil de Scratch.